# Framework for integrated test
Pour les articles homonymes, voir FIT.
Framework for integrated test (FIT) est un framework (cadriciel) permettant de concevoir des tests fonctionnels.
L'outil FITnesse utilise FIT et propose un environnement d'édition wiki, ainsi qu'un serveur web.